# Port lotniczy Żytomierz
Port Lotniczy im. Siergieja Korolowa Żytomierz-Smokiwka (ukr. Аеропорт «Житомир», ang.: Zhitomyr Airport, kod IATA: ZTR, kod ICAO: UKKV) – międzynarodowy port lotniczy w Żytomierzu, na Ukrainie.
Z braku oświetlenia ruch lotniczy na lotnisku może odbywać się tylko w dzień.

## Historia
Port lotniczy Żytomierz powstał w 1939. Od 1991 faktycznie nie funkcjonował. 24 listopada 2011 został skreślony z rejestru lotnisk cywilnych Ukrainy, na który ponownie został wpisany po remoncie 30 grudnia 2015. Budynek w założeniu ma obsługiwać do 400 pasażerów dziennie. Jednym z inwestorów renowacji portu była ukraińska linia lotnicza Yanair, która zamierzała zlokalizować przy lotnisku swoją bazę serwisową oraz prowadzić z niego loty pasażerskie. Połączeń pasażerskich nie udało się jednak uruchomić i obecnie z portu nie odbywa się żaden regularny lot pasażerski.